# Palazzo di Giustizia (Poitiers)
Il Palazzo di Giustizia di Poitiers è l'antica residenza dei conti di Poitiers, testimonianza medievale dello stile gotico angevino.

## Storia e descrizione
Le origini dell'edificio risalgono al IX secolo, epoca in cui Carlo Magno costituì il Regno d'Aquitania per suo figlio Luigi il Pio, che vi pose una sua residenza. Quel primo palazzo fu distrutto da un incendio nel 1018. Un secondo palazzo venne edificato dai duchi d'Aquitania, che fu danneggiato da un nuovo incendio nel 1346. In seguito il palazzo divenne sede per l'amministrazione giudiziaria, funzione che conservò anche dopo la Rivoluzione francese.